# Dinotrema tuber
Dinotrema tuber är en stekelart som beskrevs av Papp 1999. Dinotrema tuber ingår i släktet Dinotrema och familjen bracksteklar. Inga underarter finns listade i Catalogue of Life.